# Bahnstrecke Arches–Saint-Dié
| Ehemaliger Bahnhof Corcieux-Vanémont, Blickrichtung Épinal, 2010 |                      |                                                             |                                                             |
| Streckennummer (SNCF): | 062 000              |                                                             |                                                             |
| Kursbuchstrecke (SNCF): | 18                   |                                                             |                                                             |
| Streckenlänge: | 48,9 km              |                                                             |                                                             |
| Spurweite: | 1435 mm (Normalspur) |                                                             |                                                             |
| Maximale Neigung: | 14 ‰                 |                                                             |                                                             |
| Zweigleisigkeit: | ehem. ja             |                                                             |                                                             |
| |                      |                                                             |                                                             |
| \| \| \| Bahnstrecke Épinal–Bussang von Épinal \| \| \| \| 0,0 \| Arches \| 350 m \| \| \| 2,4 \| Bahnstrecke Épinal–Bussang nach Bussang \| Bahnstrecke Épinal–Bussang nach Bussang \| \| \| 3,1 \| Mosel (78 m) \| Mosel (78 m) \| \| \| 3,6 \| Jarménil \| 365 m \| \| \| 7,9 \| Docelles-Cheniménil \| 377 m \| \| \| 10,3 \| Vologne (5 m) \| Vologne (5 m) \| \| \| 11,9 \| Deycimont \| 400 m \| \| \| 13,8 \| Lépanges \| 405 m \| \| \| 17 \| Laval (Vosges) \| 436 m \| \| \| 19,0 \| Tunnel de Bruyères (146 und 142 m) \| Tunnel de Bruyères (146 und 142 m) \| \| \| 19,3 \| Bruyères (Vosges) \| 463 m \| \| \| 19,9 \| Bahnstrecke Mont-sur-Meurthe–Bruyères nach Mont-sur-Meurthe \| Bahnstrecke Mont-sur-Meurthe–Bruyères nach Mont-sur-Meurthe \| \| \| 23,3 \| Laveline-devant-Bruyères \| 446 m \| \| \| 23,4 \| Bahnstrecke Laveline-devant-Bruyères–Gérardmer n. Gérardmer \| Bahnstrecke Laveline-devant-Bruyères–Gérardmer n. Gérardmer \| \| \| 25,6 \| La Chapelle \| 450 m \| \| \| 28,2 \| Biffontaine \| 465 m \| \| \| 31,9 \| La Houssière \| 487 m \| \| \| 32,3 \| Neuné (10 m) \| Neuné (10 m) \| \| \| 33,9 \| Corcieux-Vanémont \| 500 m \| \| \| 34,7 \| Tunnel de Vanémont 1 (143 m) \| Tunnel de Vanémont 1 (143 m) \| \| \| 35,5 \| Tunnel de Vanémont 2 (160 m) \| Tunnel de Vanémont 2 (160 m) \| \| \| \| Bahnstrecke Saint-Léonard–Fraize von Fraize \| \| \| \| 40,8 \| Saint-Léonard (Vosges) \| 417 m \| \| \| 43,3 \| Saulcy \| 392 m \| \| \| \| Bahnstrecke Strasbourg–Saint-Dié von Strasbourg \| \| \| \| 48,9 \| Saint-Dié-des-Vosges \| 343 m \| \| \| \| Bahnstrecke Lunéville–Saint-Dié nach Lunéville \| \| |                      |                                                             |                                                             |
| Strecke |                      | Bahnstrecke Épinal–Bussang von Épinal                       | Bahnstrecke Épinal–Bussang von Épinal                       |
| Bahnhof | 0,0                  | Arches                                                      | 350 m                                                       |
| Abzweig geradeaus und nach rechts | 2,4                  | Bahnstrecke Épinal–Bussang nach Bussang                     | Bahnstrecke Épinal–Bussang nach Bussang                     |
| Brücke über Wasserlauf | 3,1                  | Mosel (78 m)                                                | Mosel (78 m)                                                |
| ehemaliger Bahnhof | 3,6                  | Jarménil                                                    | 365 m                                                       |
| ehemaliger Bahnhof | 7,9                  | Docelles-Cheniménil                                         | 377 m                                                       |
| Brücke über Wasserlauf | 10,3                 | Vologne (5 m)                                               | Vologne (5 m)                                               |
| ehemaliger Haltepunkt / Haltestelle | 11,9                 | Deycimont                                                   | 400 m                                                       |
| ehemaliger Bahnhof | 13,8                 | Lépanges                                                    | 405 m                                                       |
| ehemaliger Haltepunkt / Haltestelle | 17                   | Laval (Vosges)                                              | 436 m                                                       |
| Tunnel | 19,0                 | Tunnel de Bruyères (146 und 142 m)                          | Tunnel de Bruyères (146 und 142 m)                          |
| Bahnhof | 19,3                 | Bruyères (Vosges)                                           | 463 m                                                       |
| Abzweig geradeaus und ehemals nach links | 19,9                 | Bahnstrecke Mont-sur-Meurthe–Bruyères nach Mont-sur-Meurthe | Bahnstrecke Mont-sur-Meurthe–Bruyères nach Mont-sur-Meurthe |
| ehemaliger Bahnhof | 23,3                 | Laveline-devant-Bruyères                                    | 446 m                                                       |
| Abzweig geradeaus und ehemals nach rechts | 23,4                 | Bahnstrecke Laveline-devant-Bruyères–Gérardmer n. Gérardmer | Bahnstrecke Laveline-devant-Bruyères–Gérardmer n. Gérardmer |
| ehemaliger Bahnhof | 25,6                 | La Chapelle                                                 | 450 m                                                       |
| ehemaliger Bahnhof | 28,2                 | Biffontaine                                                 | 465 m                                                       |
| ehemaliger Haltepunkt / Haltestelle | 31,9                 | La Houssière                                                | 487 m                                                       |
| Brücke über Wasserlauf | 32,3                 | Neuné (10 m)                                                | Neuné (10 m)                                                |
| ehemaliger Bahnhof | 33,9                 | Corcieux-Vanémont                                           | 500 m                                                       |
| Tunnel | 34,7                 | Tunnel de Vanémont 1 (143 m)                                | Tunnel de Vanémont 1 (143 m)                                |
| ehemaliger Tunnel | 35,5                 | Tunnel de Vanémont 2 (160 m)                                | Tunnel de Vanémont 2 (160 m)                                |
| Abzweig geradeaus und ehemals von rechts |                      | Bahnstrecke Saint-Léonard–Fraize von Fraize                 | Bahnstrecke Saint-Léonard–Fraize von Fraize                 |
| ehemaliger Bahnhof | 40,8                 | Saint-Léonard (Vosges)                                      | 417 m                                                       |
| ehemaliger Bahnhof | 43,3                 | Saulcy                                                      | 392 m                                                       |
| Abzweig geradeaus, ehemals nach rechts und von rechts |                      | Bahnstrecke Strasbourg–Saint-Dié von Strasbourg             | Bahnstrecke Strasbourg–Saint-Dié von Strasbourg             |
| Bahnhof | 48,9                 | Saint-Dié-des-Vosges                                        | 343 m                                                       |
| Strecke |                      | Bahnstrecke Lunéville–Saint-Dié nach Lunéville              | Bahnstrecke Lunéville–Saint-Dié nach Lunéville              |

Die Bahnstrecke Arches–Saint-Dié ist eine französische Eisenbahnstrecke, die innerhalb des Département Vosges eine Verbindung der beiden wichtigsten Städte herstellt. Die ehemals doppelgleisige Strecke wurde nie elektrifiziert.

## Geschichte

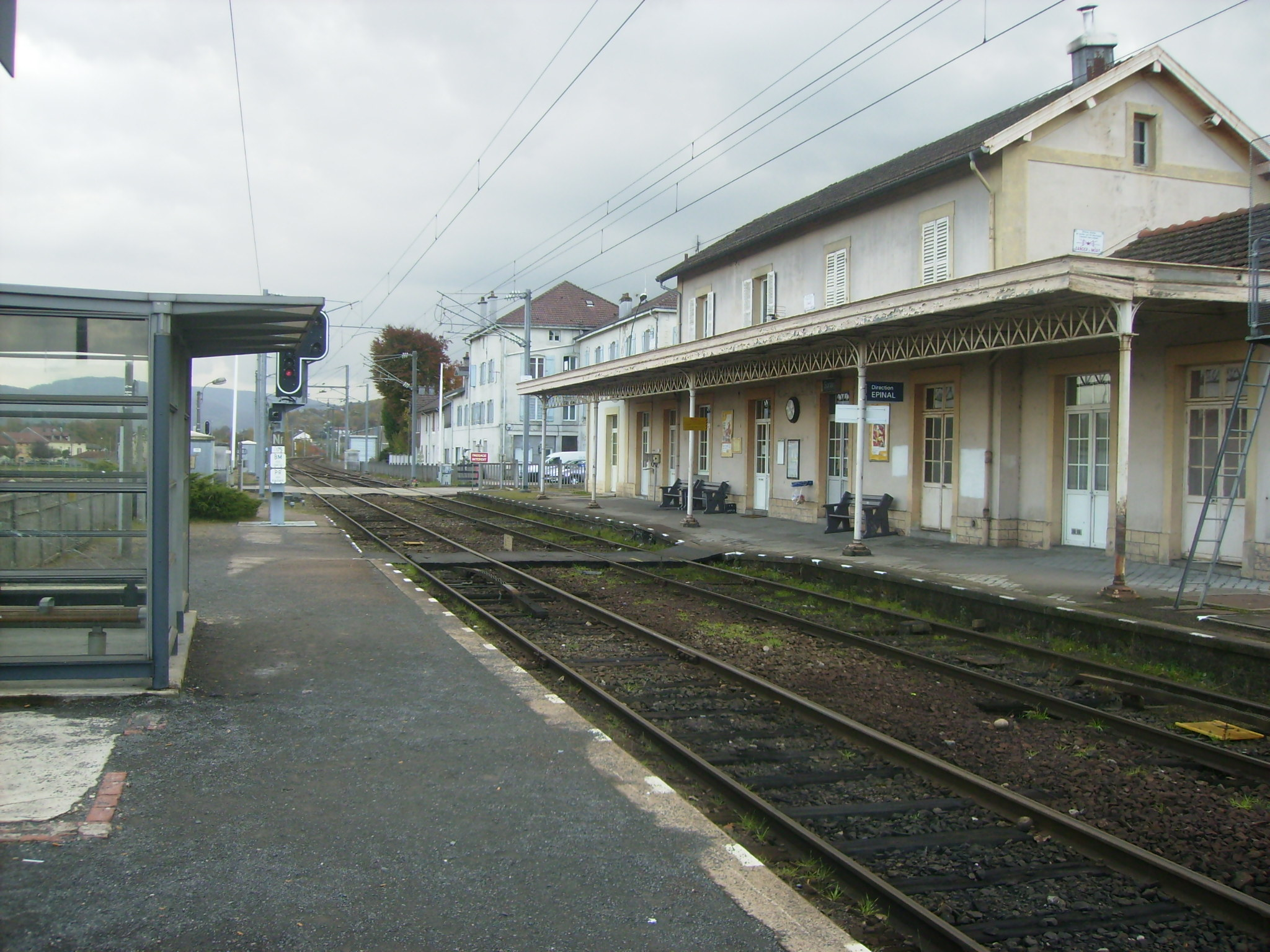
Bahnhof Arches

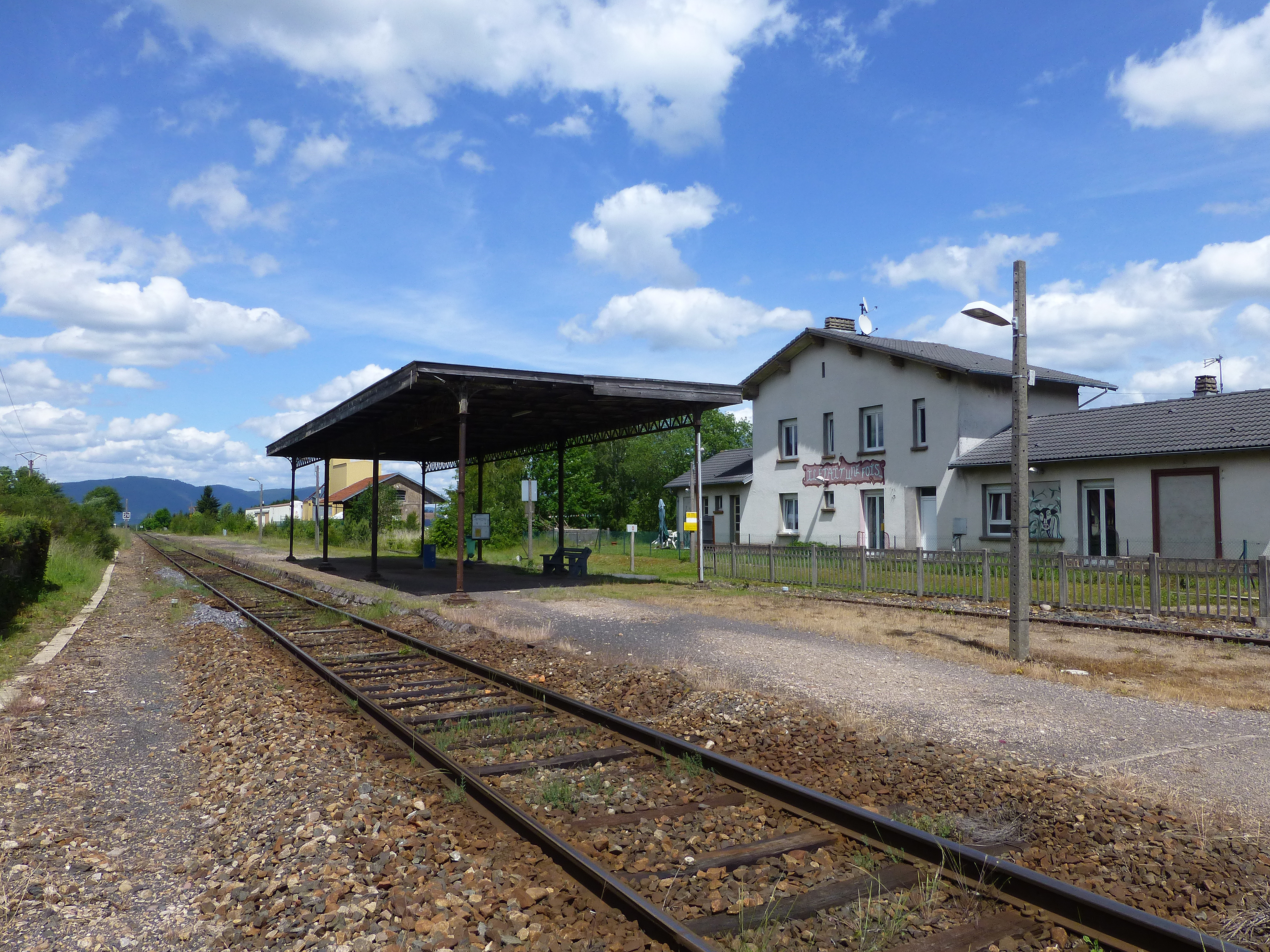
Bahnhof Saint-Léonard, 2014

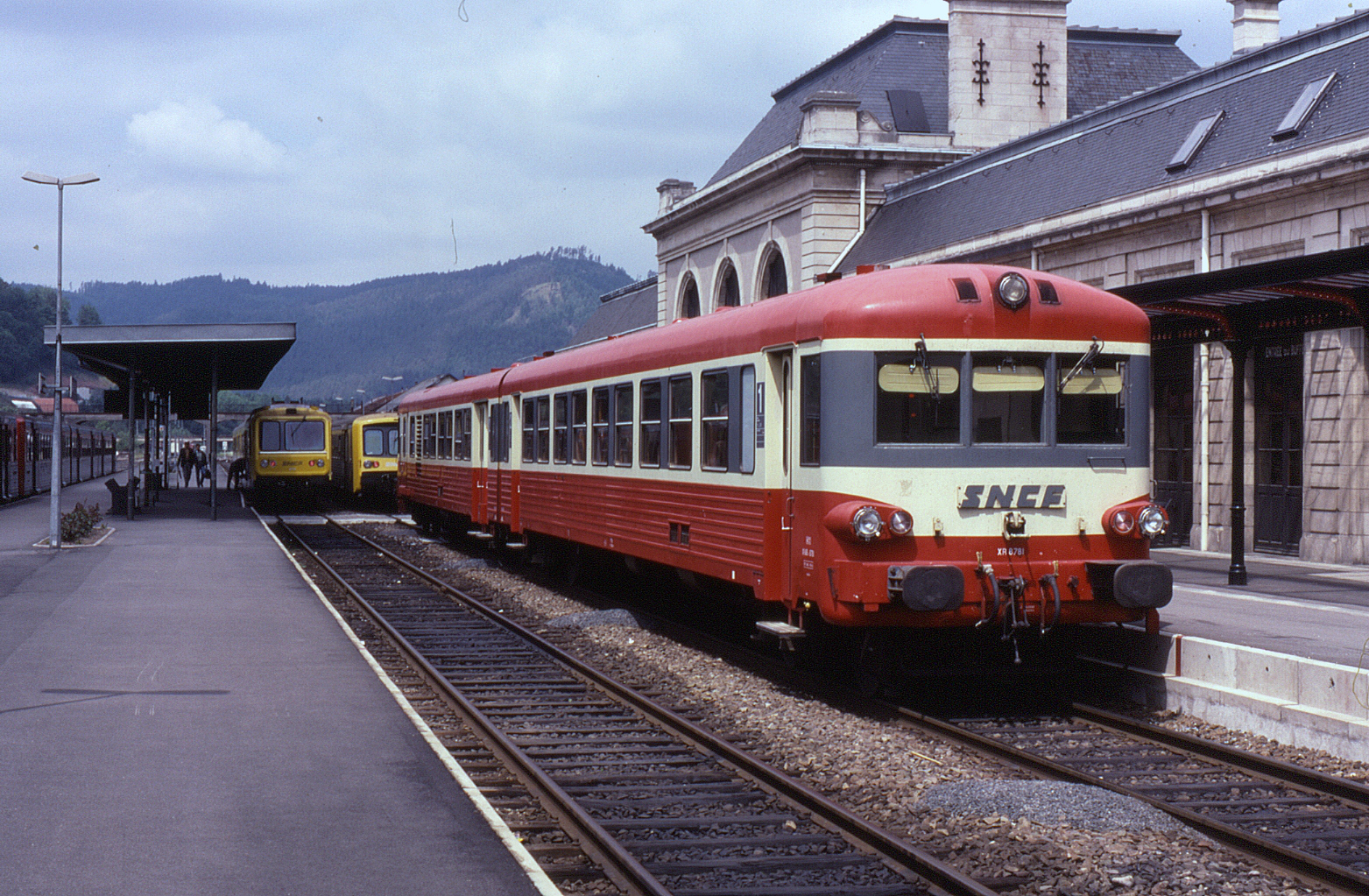
Dieseltriebwagen im Bahnhof Saint-Dié-des-Vosges, 1991

Die Konzession zum Bau und Betrieb des südwestlichen Teils der Strecke bis Laveline wurde für 99 Jahre an die Société anonyme du chemin de fer de la Vologne erteilt, die einzig diese Strecke betrieb und bereits wenige Jahre später (vor 1873) in die Compagnie des chemins de fer des Vosges (CCFV) überging. 1867 wurde die Strecke per Dekret für öffentlich erklärt (Déclaration d’utilité publique, DUP). Die CCFV baute nach der Firmenübernahme den nordöstlichen Teil ab Laveline weiter.
Bis zum 20. Januar 1870 war der erste Teil eröffnet, bis zum 11. Juli 1874 ein weiterer Abschnitt bis La Chapelle und zum 7. Oktober 1876 der Anschluss an die Bestandsstrecke Lunéville–Saint-Dié.
Zum 3. Oktober 1881 ging die CCFV mit ihrem gesamten Bestand für 10,6 Mio. Franc an die Chemins de fer de l’Est über, die die Strecke als Ligne 18 in ihren Streckenbestand übernahm.
Seit Inkrafttreten des Winterfahrplans 2018/19 war der Personenverkehr wegen marodem Oberbau eingestellt. Zuletzt konnten bestimmte Abschnitte nur noch mit 10 km/h befahren werden. Die Verbindung wird mit Bussen aufrechterhalten. Zuvor verkehrten 5–6 Zugpaare an Wochentagen und 1–2 Zugpaare am Wochenende. Fast die Hälfte der Fahrgäste waren jugendliche Abonnenten unter 26 Jahren.
Von 2019 bis 2021 wurde die Bahnstrecke umfassend saniert. Am 12. Dezember 2021 wurde der Verkehr wieder aufgenommen. An Wochentagen verkehren täglich sieben Zugpaare zwischen Épinal und Strasbourg sowie drei Zugpaare zwischen Épinal und Saint-Dié-des-Vosges.

## Infrastruktur
Für den Bau dieser Strecke waren zahlreiche Kunstbauwerke notwendig.
- Tunnel de Bruyères (km 19,0) mit zwei Röhren 146,4 m und 143 m Länge
- Tunnel de Vanémont 1 (km 34,7) 162 m
- Tunnel de Vanémont 2 (km 35,5) Gleis 1 geöffnet; Gleis 2 160 m